# Saison 2022 de l'équipe cycliste Lotto-Soudal
 (juin 2022).
Si vous disposez d'ouvrages ou d'articles de référence ou si vous connaissez des sites web de qualité traitant du thème abordé ici, merci de compléter l'article en donnant les références utiles à sa vérifiabilité et en les liant à la section « Notes et références ».
La saison 2022 de l'équipe cycliste Lotto-Soudal est la onzième de cette équipe.

## Coureurs et encadrement technique

### Effectif
| Coureur                     | Date de Nais.     | Nationalité    | Équipe en 2021           | Vict Ind. | Cont. | Maillot dist. |
| --------------------------- | ----------------- | -------------- | ------------------------ | --------- | ----- | ------------- |
| Carlos Barbero              | 29 avril 1991     | Espagne        | Qhubeka NextHash         | 0         | 2022  |               |
| Cédric Beullens             | 27 janvier 1997   | Belgique       | Sport Vlaanderen-Baloise | 0         | 2023  |               |
| Victor Campenaerts          | 28 octobre 1991   | Belgique       | Qhubeka NextHash         | 1         | 2024  |               |
| Filippo Conca               | 22 septembre 1998 | Italie         | Lotto-Soudal             | 0         | 2022  |               |
| Steff Cras                  | 13 février 1996   | Belgique       | Lotto-Soudal             | 0         | 2022  |               |
| Jasper De Buyst             | 24 novembre 1993  | Belgique       | Lotto-Soudal             | 0         | 2024  |               |
| Thomas De Gendt             | 6 novembre 1986   | Belgique       | Lotto-Soudal             | 1         | 2024  |               |
| Arnaud De Lie               | 16 mars 2002      | Belgique       | Lotto-Soudal U23         | 9         | 2024  |               |
| Jarrad Drizners             | 31 mai 1999       | Australie      | Hagens Berman Axeon      | 0         | 2023  |               |
| Caleb Ewan                  | 11 juillet 1994   | Australie      | Lotto-Soudal             | 7         | 2024  |               |
| Frederik Frison             | 28 juillet 1992   | Belgique       | Lotto-Soudal             | 0         | 2023  |               |
| Philippe Gilbert            | 5 juillet 1982    | Belgique       | Lotto-Soudal             | 2         | 2022  |               |
| Sébastien Grignard          | 29 avril 1999     | Belgique       | Lotto-Soudal             | 0         | 2024  |               |
| Matthew Holmes              | 8 décembre 1993   | Royaume-Uni    | Lotto-Soudal             | 0         | 2022  |               |
| Reinardt Janse van Rensburg | 3 février 1989    | Afrique du Sud | Qhubeka NextHash         | 0         | 2022  |               |
| Roger Kluge                 | 5 février 1986    | Allemagne      | Lotto-Soudal             | 0         | 2022  |               |
| Andreas Kron                | 1er juin 1998     | Danemark       | Lotto-Soudal             | 0         | 2024  |               |
| Kamil Małecki               | 2 janvier 1996    | Pologne        | Lotto-Soudal             | 0         | 2022  |               |
| Sylvain Moniquet            | 14 janvier 1998   | Belgique       | Lotto-Soudal             | 0         | 2024  |               |
| Michael Schwarzmann         | 7 janvier 1991    | Allemagne      | Bora-Hansgrohe           | 0         | 2023  |               |
| Rüdiger Selig               | 19 février 1989   | Allemagne      | Bora-Hansgrohe           | 0         | 2023  |               |
| Harry Sweeny                | 9 juillet 1998    | Australie      | Lotto-Soudal             | 0         | 2023  |               |
| Maxim Van Gils              | 25 novembre 1999  | Belgique       | Lotto-Soudal             | 2         | 2024  |               |
| Brent Van Moer              | 12 janvier 1998   | Belgique       | Lotto-Soudal             | 0         | 2023  |               |
| Harm Vanhoucke              | 17 juin 1997      | Belgique       | Lotto-Soudal             | 0         | 2022  |               |
| Florian Vermeersch          | 12 mars 1999      | Belgique       | Lotto-Soudal             | 1         | 2024  |               |
| Viktor Verschaeve           | 3 août 1998       | Belgique       | Lotto-Soudal             | 0         | 2022  |               |
| Xandres Vervloesem          | 13 mai 2000       | Belgique       | Lotto-Soudal             | 0         | 2022  |               |
| Tim Wellens                 | 10 mai 1991       | Belgique       | Lotto-Soudal             | 2         | 2022  |               |